# Semi-crochet
En boxe, le semi-crochet (en Anglais, Half-hook) est coup dit « mixte » (hybride) à mi-chemin entre un coup de poing direct et un coup de poing crocheté (crochet en boxe) utilisé en boxe anglaise. En réalité le coup démarre comme un direct et poursuit sa trajectoire comme un crochet long. Il atteint une cible placée légèrement sur le côté, ce qui occasionne chez l’opposant un problème de lecture pour défendre. À ne par confondre avec un autre coup mixte, le bolo-punch, qui tient du crochet et de l’uppercut à la fois.
On constate dans la pratique de la boxe, que le semi-crochet est réalisé naturellement, c’est-à-dire sans passer par un apprentissage quelconque. Le pratiquant en guise de coup de poing à trajectoire directe délivre une forme légèrement curviligne. Pour les puristes, il s’agit d’un défaut de réalisation qui s’éloigne des techniques enseignées dans les écoles de boxe.
Au niveau défensif, le semi-crochet au même titre que de nombreux coups « hybrides » (bolo-punch, semi-uppercut, half-swing) ainsi que les coups moins usuels (coup de Bob Fitzsimmons, overhand, swing) vont poser des difficultés de lecture de jeu à l’adversaire et ainsi répondent à un des principes tactiques majeurs de l’attaque : « chercher à surprendre l’adversaire ».

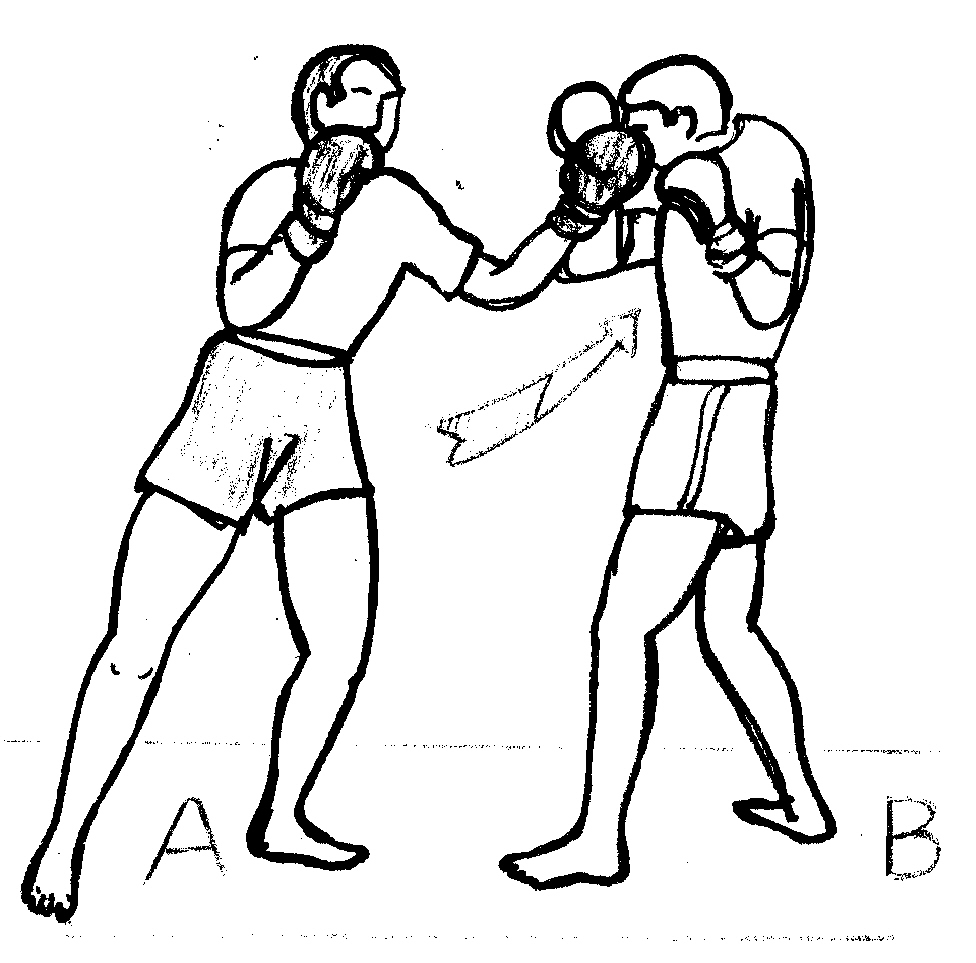
Semi-crochet  en attaque
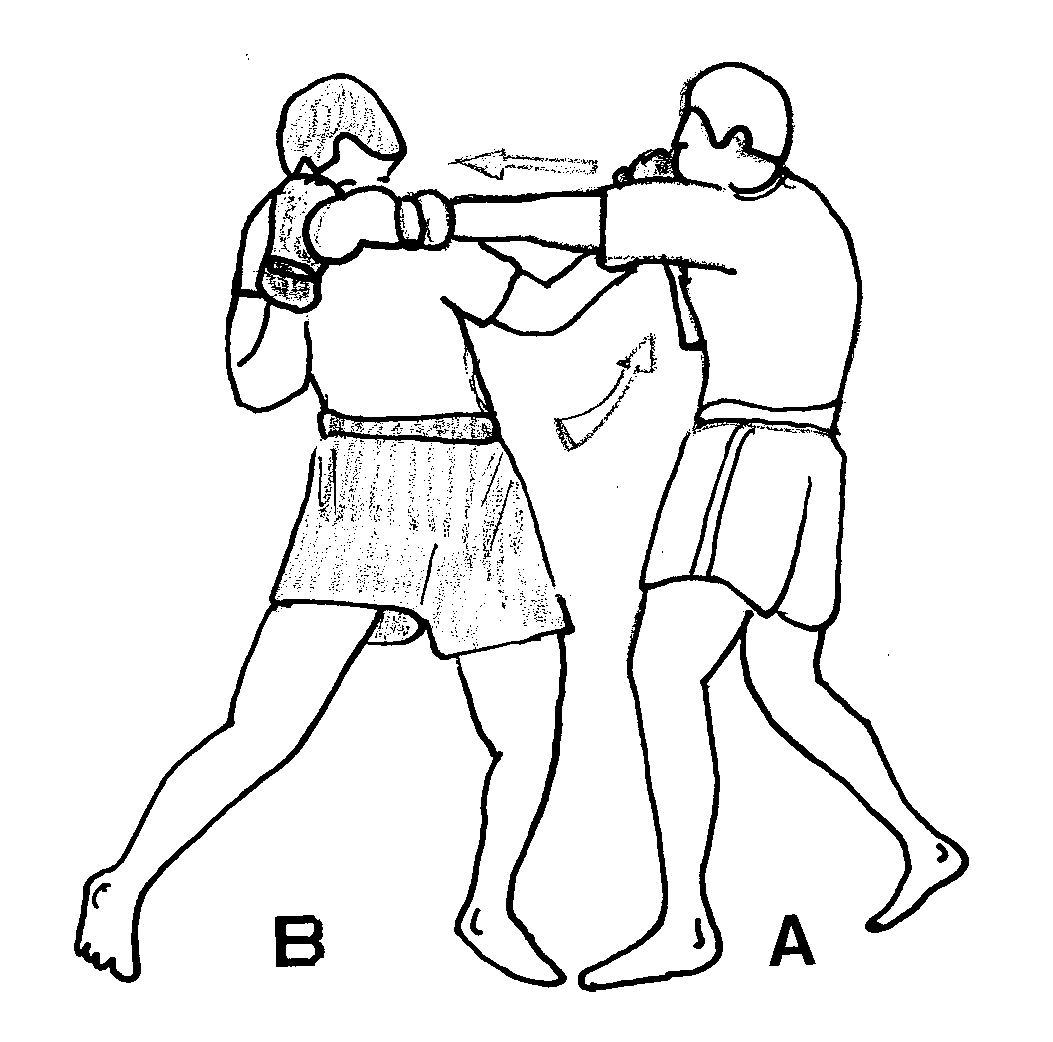
Semi-crochet en coup de contre lors d’une attaque en jab